# David J
David John Haskins uměleckým jménem David J (* 24. dubna 1957 Northampton, Anglie) je britský zpěvák a baskytarista. V roce 1978 nahradil Chrise Barbera ve skupině Bauhaus, ve které hrál i jeho bratr, bubeník Kevin Haskins. Skupina se o pět let později rozpadla a tři její členové, David J, Kevin Haskins a Daniel Ash založili superskupinu Love and Rockets. Poslední člen skupiny Bauhaus Peter Murphy ve skupině nehrál. Skupina se rozpadla v roce 1999. V roce 2005 byla obnovena skupina Bauhaus, ale v roce 2008 se opět rozpadla. Od roku 1983 rovněž působí jako sólový umělec.

## Sólová alba
- Etiquette of Violence (1983)
- Crocodile Tears and the Velvet Cosh (1986)
- Songs from Another Season (1989)
- Urban Urbane (1992)
- The Birth Caul (1995)
- The Moon and Serpent Grand Egyptian Theater of Marvels (1996)
- Estranged (2003)
- Not Long for This World (2011)